# الجفجف (ولد ربيع)

تعديل مصدري - تعديل

الجفجف هي إحدى قرى عزلة قيفه ال مهدي بمديرية ولد ربيع التابعة لمحافظة البيضاء، بلغ تعداد سكانها 64 نسمة حسب تعداد اليمن لعام 2004.